# Hollywood Babilonia
Hollywood Babilonia è un libro di Kenneth Anger uscito in Francia nel 1959 (col titolo Hollywood Babylone), che traccia una sorta di storia "infame" degli scandali, dei casi di cronaca nera e dei retroscena squallidi della colonia cinematografica di Hollywood, dagli esordi fino agli anni cinquanta. Ha avuto appendici e un nuovo volume (Hollywood Babilonia II) nel 1984, per coprire gli anni successivi.

## Storia
Il libro fu scritto a metà degli anni cinquanta e pubblicato in francese una prima volta nel 1959 da J.J. Pauvert, come Hollywood Babylone. L'edizione statunitense fu pubblicata nel 1965 per la Associated Professional Services di Phoenix, ma la ricchezza di dettagli scabrosi, legati spesso a personaggi ancora viventi, determinò uno scandalo che sottopose il libro a una rapida censura. Di fatto fu distribuito solo dieci anni dopo dalla Straight Arrow Press, nel 1975. La copertina riporta una foto di Jayne Mansfield che posa mettendo in mostra in maniera volgare i seni. Nel 1979 fu curata l'edizione italiana, tradotta da Ida Ombroni ed edita da Adelphi.
Nel 1984 fu pubblicato un sequel, Hollywood Babylon II, di formato più ampio e con notizie un po' più accurate, con episodi dagli anni venti agli anni settanta, ma che non ricevette l'attenzione del primo libro.
Per anni l'autore ha parlato della pubblicazione di un Hollywood Babylon III e in un'intervista del 2010 disse che il libro era già pronto, ma fermo in un cassetto "per la presenza di un intero capitolo su Tom Cruise e scientology".
Nel 2008 è uscito un libro intitolato Hollywood Babylon: It's Back! scritto da Darwin Porter e Danforth Prince, che non ha nessun legame con Anger: quest'ultimo non ha denunciato gli autori, ma ha detto di aver lanciato loro una "maledizione" della scuola di Thelema.

## Contenuto
Scritto con uno stile beffardo e sagace, ricco di giochi di parole e doppi sensi, il libro delinea una contro-storia di Hollywood attraverso alcuni casi emblematici che, dall'epoca del muto, avrebbero via via trasformato l'immagine della "Città dei Sogni" in quella di un luogo di perdizione, peccato, miseria e talvolta incubo. Ricco di immagini, tra cui alcune molto forti legate a scene di delitti, suicidi o incidenti, il libro prende spunto dalla Babilonia in cartapesta ricreata agli albori della storia hollywoodiana per le scene di Intolerance, film del 1916 di D. W. Griffith: da allora l'ombra della metropoli antica, eguagliata e superata dal sobborgo cinematografico di Los Angeles, sarebbe "caduta su Hollywood come un serpente arcaico [...imprimendo...] il marchio di Nuova Babilonia a Hollywood, il cui influsso malefico rivaleggiava con la leggendaria depravazione del modello originale".

### Capitoli

#### Alba di peccato

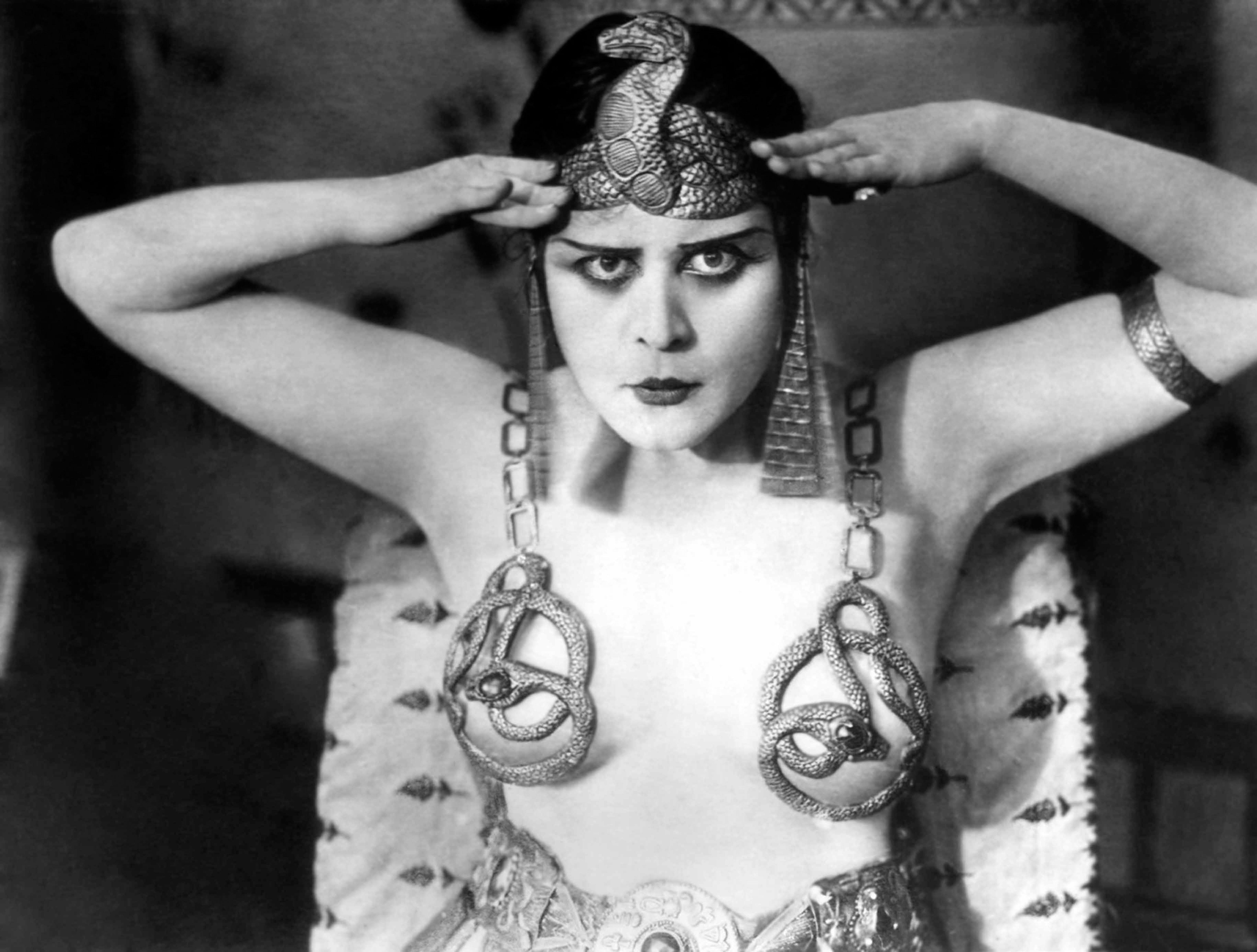
Theda Bara

Il primo capitolo parla della nascita di Hollywood e dei suoi primi colossal, tra cui spicca Intolerance di D. W. Griffith, con le sue mastodontiche scenografie babilonesi che restarono per anni a marcire nei pressi di Sunset Boulevard. Nasceva in quegli anni lo star system, con la predilezione del pubblico per certi interpreti, trasformando il disprezzato ruolo dell'attore in qualcosa di fondamentale importanza commerciale, fonte di fama e di reddito. L'autore chiama questi "nuovi sovrani" la "Gente d'Oro", che attraversarono gli anni dieci in uno stato di grazia, reggendo con disinvoltura questa nuova parte assegnata loro dalla società, oppure cedendo e venendo risucchiati presto dall'anonimato. Nella colonia cinematografica dell'epoca esisteva una libertà pressoché totale, limitata solo negli anni successivi, che faceva sì che andasse sullo schermo un po' di tutto, dalle torbide allusioni sessuali della prima vamp Theda Bara (che Anger definisce, contrariamente alla sua immagine cinematografica, una "borghesuccia timorata e perbenino"), alle menzioni esplicite sull'uso di stupefacenti, come la cocaina che compariva in farse della Keystone con Douglas Fairbanks (il detective "Coke Ennyday", "cocaina tutti i giorni").
I pettegolezzi esistevano, ma non facevano da padrone sulla stampa. Il pubblico accorreva sempre più numeroso al cinema e gli anni venti si aprirono come l'epoca d'oro del cinema americano, per la travolgente attività creativa e per gli incassi stratosferici, che permettevano agli addetti una vita fatta di follie a ripetizione. Nasceva in quegli anni però anche un sottile e strisciante paura nevralgica che tutto potesse svanire da un momento all'altro: stelle si offuscavano improvvisamente e ognuno si domandava chi sarebbe stato il prossimo capro espiatorio. In queste circostanze il pubblico si dimostrava inflessibile: una divinità fragile veniva abbattuta, mentre una nuova stella non aspettava altro che di sorgere.

#### Ideali infranti
Il primo grave scandalo che coinvolse un personaggio di Hollywood fu quello del suicidio di Olive Thomas, nel 1920, attrice denominata "la ragazza ideale" sposata al fratello dell'influente Mary Pickford, Jack, a sua volta definito come "ragazzo ideale". Ma i retroscena della sua scomparsa rivelarono una realtà ben lontana dall'idillio, in cui i due sposini erano vittime della tossicodipendenza da eroina. I titoloni con "Olive Thomas schiava della droga!" generarono uno scandalo che si abbatté su Hollywood, con le associazioni di Protezione e Prevenzione che si scagliarono contro il mondo del cinema e lo stesso arcivescovo di Chicago Mundelein che si scomodò per pubblicare un libro che metteva in guardia le giovani donne dai pericoli di Hollywood.

#### Fastidi grassi

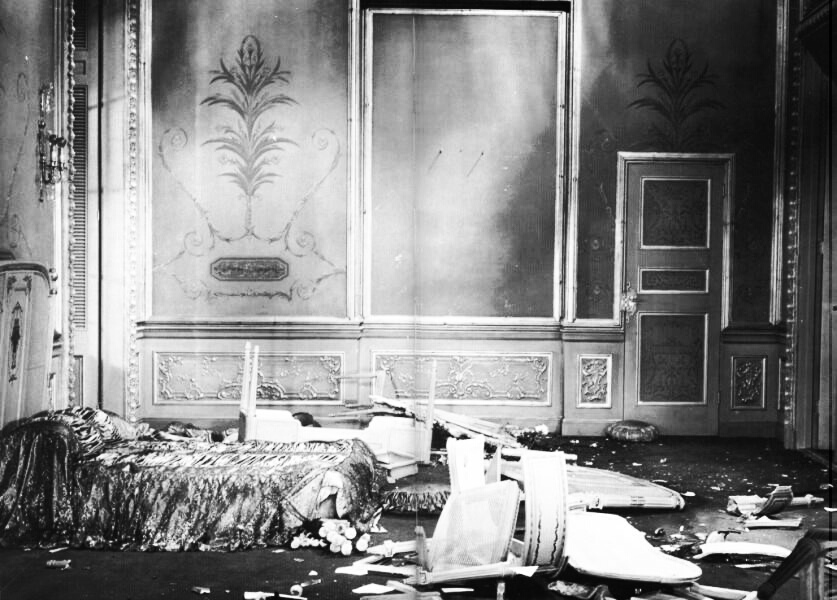
L'appartamento 1221 del St.Francis dopo la festa di Fatty Arbuckle

Il secondo grande scandalo che sporcò per sempre la reputazione di Hollywood è quello della star delle comiche Roscoe "Fatty" Arbuckle, accusato di omicidio a sfondo sessuale della starlette Virginia Rappe durante una festa senza freni tenutasi a San Francisco il 5 settembre 1921. La ricostruzione di Anger è colpevolista nei confronti del comico "ciccione" della banda di Mack Sennett, che finì senza lavoro e sul lastrico, sofferente di alcolismo e dimenticato da tutti (a parte l'amico Buster Keaton), fino alla sua morte per infarto a 46 anni.

#### Panico alla Paramount
Nel giro di meno di un anno alla Paramount, casa produttrice dei film di Arbuckle, scoppiò un altro scandalo con l'assassinio del suo regista William Desmond Taylor, in cui erano implicate alcune star dell'epoca quali Mabel Normand e Mary Miles Minter in alcuni torbidi risvolti sessuali.

#### All'insegna delle forbici
Per rifare la faccia all'industria del cinema arrivò allora a Hollywood William Harrison Hays, che promulgò, quale presidente dell'appena costituita associazione della Motion Picture Producers and Distributors of America Inc., il suo famoso codice di regolamentazione della condotta, con "clausole di moralità" nei contratti coi divi, e dei contenuti cinematografici, che bandì qualsiasi cosa sconveniente.
Una serie di investigatori privati venne sguinzagliata per creare rapporti sulla moralità dei divi del cinema, fornendo presto una lista nera ai produttori, un elenco che si rivelò molto peggiore delle aspettative, con centodiciassette professionisti hollywoodiani ritenuti pericolosi per la loro condotta nella vita privata.

#### Wally senzapensieri
Uno dei primi della lista era Wallace Reid, divo di punta della Paramount già provata dal ritiro dei film di Arbuckle e di Mary Miles Minter. Reid era un tossicodipendente da morfina che aveva iniziato a consumare la sostanza per reggere al ritmo forsennato delle riprese dei film d'azione motoristica, nel cui genere si era specializzato. Nel 1922 venne spedito in un manicomio privato e il 18 gennaio 1923, a trent'anni, morì nella sua cella. Sua moglie, Dorothy Davenport, fu un'attivista contro il consumo delle droghe e girò gli Stati Uniti in lungo e in largo per fare conferenze sull'argomento.

#### Bagni nello champagne
Nonostante la censura di Hays, i divi di Hollywood si fecero più furbi e attenti nel difendere la propria vita privata. Nonostante l'avvento dei proibizionismo, i trafficanti di alcol lavoravano a pieno ritmo. Alcol adulterato, di provenienza clandestina, fu all'origine delle scomparse di Art Acord, divo dei western, e di Leo Maloney.

#### Eroine dell'eroina

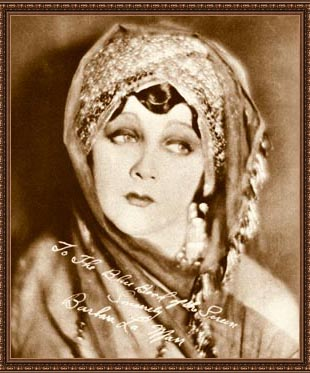
Barbara La Marr

Un attore gregario della troupe di Mack Sennett, "il Conte", era segretamente uno spacciatore che avviò all'eroina e ad altri stupefacenti numerosi personaggi dell'epoca, stroncandone le carriere. Vengono ripercorsi i casi di Barbara La Marr, Alma Rubens e Juanita Hansen.

#### I nuovi Dei
Chi non aveva problemi continuò, seppure con maggiore discrezione, a fare la baldoria di sempre. Gli anni ruggenti a Hollywood sono costellati dagli eccessi sontuosi e dallo sfarzo reso possibile dai compensi stellari. Un lusso regale trionfava nelle abitazioni di Gloria Swanson, Rodolfo Valentino, Marion Davies, Pola Negri, Barbara La Marr, Harold Lloyd, Tom Mix, John Gilbert, Clara Bow, Charles Ray, Mae Murray e molti altri. Rubinetterie d'oro massiccio, macchine fuoriserie, barche e pellicce non erano poi così rari nella vita delle star. Incredibili feste venivano date nelle case in stile ispano-moresco, in cui l'alcol scorreva a fiumi, nonostante il proibizionismo.

#### Charlot e le ninfette
Il capitolo parla dei chiacchierati flirt di Charlie Chaplin, da Peggy Hopkins Joyce alla minorenne Mildred Harris.

#### Lo-Lita
Anche questo capitolo è dedicato a Chaplin e alla sua leggendaria relazione con la sedicenne Lilita McMurray (lui all'epoca aveva trentacinque anni) che, con l'astuzia della madre di lei, Nana McMurray, riuscì, dopo il matrimonio, due figli e un divorzio, a spillare un bel po' di soldi dalla celebrità.

#### La nave dei folli
Una ricostruzione della scandalosa morte di Thomas H. Ince durante un party sulla barca privata del magnate William Randolph Hearst, alla presenza di numerosi divi, tutti reticenti. Nonostante il comunicato ufficiale parlasse di "indigestione", un domestico avrebbe diffuso la notizia, prima tra la comunità degli inservienti e poi arrivata ai giornali, di una morte per arma da fuoco, che il magnate della stampa avrebbe messo a tacere in qualsiasi modo. Forse legato a una scenata di gelosia verso la compagna Marion Davies, il misterioso sparo venne messo a tacere anche da una giornalista presente, che da allora ebbe una sfolgorante carriera sui giornali di Hearst: Louella O. Parson.

#### Rudy non era rude?
La vita di Rodolfo Valentino e le accuse di scarsa virilità, fino alle leggende sulla sua morte, compresa la presenza di un gruppo di false camicie nere escogitata dall'impresa di pompe funebri.

#### Porco unno
Un capitolo sulle dicerie di depravazione che circondavano la figura di Eric von Stroheim, le sue "orge" filmate a porte chiuse negli studios e le sue conoscenze di personaggi legati ai pionieristici praticanti del sadomaso.

#### Hollywood in prima pagina
Il regno incontrastato di Louella Parsons e Hedda Hopper nelle prime pagine dedicate agli scandali cinematografici.

#### Ohibò, quella Bow!

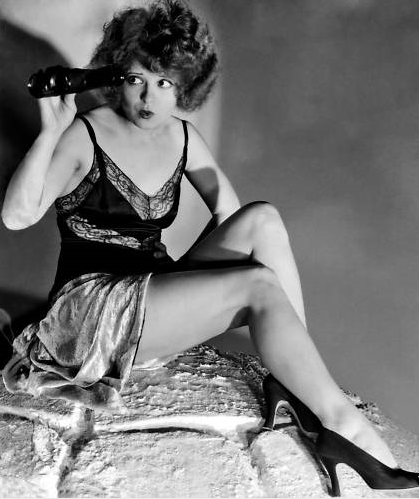
Clara Bow

La vicenda di Clara Bow e della pubblicazione, da parte di una domestica, del lungo elenco di suoi amanti. Ne nacque uno scandalo che, sebbene in sede giudiziaria vide la vittoria della Bow, portò a una graduale eclissi della sua carriera, con una serie di crolli nervosi che ne richiesero più di una volta il ricovero in strutture specializzate.

#### Cupo tramonto
Nel 1929 l'arrivo del sonoro e il crollo della borsa coincisero, dando l'avvio a una delle più gravi crisi che Hollywood e i suoi divi abbiano mai registrato. Emblematico fu il caso di John Gilbert, l'attore che era stato il divo meglio pagato del 1928 e che un anno dopo era ridotto sul lastrico per il dissolversi dei suoi risparmi, investiti in rischiose azioni a margine, e per l'insuccesso del suo primo film sonoro, forse accelerato dai tecnici del suono complici del produttore Louis B. Mayer (che voleva toglierselo di torno) capaci di ridurre la sua voce a un ridicolo miagolio. Si buttò sull'alcol che lo portò in breve tempo alla morte, nel 1936. Un'altra attrice, Marie Prevost, fu stroncata per la voce inadeguata e fu trovata morta, nel 1937, in un misero appartamento, col corpo segnato dai morsi del cagnolino che era sopravvissuto per molti giorni rosicchiando la padrona.
In dieci anni, dal 1921 al 1931, spuntarono ventisei nuove stelle nella galassia hollywoodiana, di cui solo tre avevano fatto parte della generazione immediatamente precedente. Tra le ex-star costrette a rifarsi una vita ci furono Billie Dove, Colleen Moore, Corinne Griffith, Norma Talmadge, Louise Brooks, Mae Murray, Gloria Swanson, Pola Negri, Buster Keaton.

#### L'ora del dubbio
Ma non per tutti la crisi fu un momento di difficoltà. Personaggi come Joan Crawford, anzi, promuovevano un'immagine spendacciona in grado di ridare fiducia al paese. La sensazione generale verso il passato era comunque quella di "uno sgradito ricordo di un'ubriacatura che aveva lasciato tutti con una paurosa emicrania".

#### Punto e basta
Un resoconto dei suicidi di star e starlette negli anni trenta, tra cui quelli di Milton Sills, Jeanne Eagels, Robert Ames, Karl Dane, Paul Bern, John Bowers, James Murray, George Hill, Lou Tellegen, Gwili Andre, Ross Alexander, Tom Fornan. Infine quello di Peg Entwistle, la prima a lanciarsi da una delle lettere dell'insegna "Hollywood" sul Mount Lee.

#### Una voce poco fa
Gli scandali privati dei divi ai tempi della crisi: dalla masochista Mary Nolan all'omosessuale Murnau e alla bisessuale Marlene Dietrich.

#### Mae il mostro

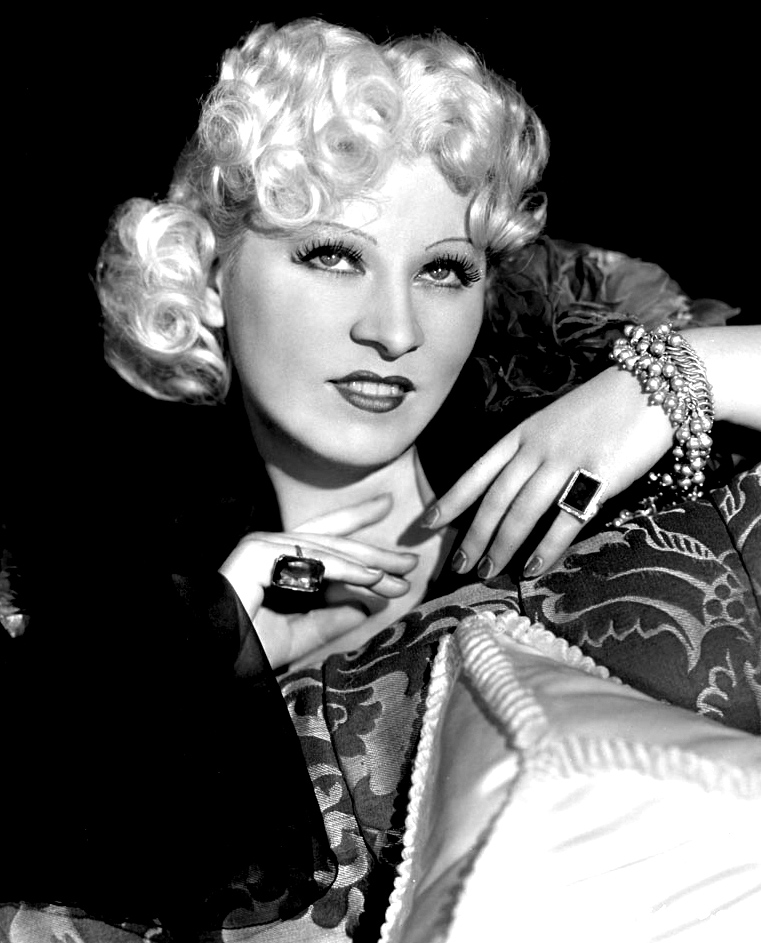
Mae West nel 1936

L'arrivo di Mae West a Hollywood, nel 1932, scosse l'intero sistema, per la sua esplosiva carica erotica che solo a fatica fu contenuta e poi castigata in ruoli più ordinari, che la fecero però perdere di mordente e scomparire.

#### Diario incendiario
Mary Astor tenne per anni un diario senza veli in cui raccontò per filo e per segno la sua relazione extramatrimoniale col commediografo George Kaufman. Scoperta dal marito, venne trascinata in tribunale (1935) anche per l'affidamento della figlia, col diario usato come prova e finito in pasto alla stampa. Nonostante lo scandalo, la Astor ottenne l'affidamento della figlia e la sua carriera non ne venne affatto rovinata, data la maggiore tolleranza che il pubblico andava sviluppando in quegli anni.

#### Il garage della morte
Il misterioso omicidio irrisolto della "Bionda al gelato di crema", Thelma Todd, trovata morta nel suo garage, forse per le collusioni con la malavita organizzata.

#### Dacci dentro come Flynn
I problemi di Errol Flynn con le accuse di stupro di due ragazze minorenni, forse una montatura organizzata per danneggiare il suo produttore Jack Warner.

#### Paga papà
Un'altra tormentata vicenda personale di Charlie Chaplin, adesso cinquantatreenne, con Joan Barry che lo accusò di essere il padre di suo figlio. La vicenda venne gonfiata dalla stampa, in particolare da Hedda Hopper, nemica giurata di Chaplin: infatti quest'ultima non pubblicò, a differenza della collega Louella Parsons, i risultati delle analisi del sangue che escludevano la paternità da parte del celebre attore.

#### La figlia della furia
Excursus sul crollo nervoso di Frances Farmer, dalla gloria degli studios come "nuova Garbo", alle aule di tribunale, le prigioni e gli ospedali psichiatrici, dove subì trattamenti invasivi, poi deprecati, che la invalidarono permanentemente.

#### Suicidio di gala
Il paradossale suicidio di Lupe Vélez, la "Sputafuoco messicana", che dopo una sontuosa festa avrebbe voluto uccidersi con una dose di sonniferi nel suo letto addobbato di fiori e candele, per via del rifiuto del suo amante Harald Ramon di riconoscere il bambino che portava in grembo. Fu invece colpita da malori nella notte e, tra il vomito, scivolò nel suo bagno incastrando la testa nella tazza del water e morendovi annegata.

#### Bella vita e malavita
La vita di Benjamin Siegel, gangster che fondò Las Vegas, le sue "pupe" hollywoodiane Wendy Barrie e Virginia Hill, e il suo assassinio forse per i contrasti con Lucky Luciano.

#### Ombre rosse
La campagna anticomunista del 1947, i suoi risvolti e i protagonisti della lista nera "Hollywood Ten".

#### Peccati veniali
Altri declini di star degli anni quaranta: il suicidio di Carole Landis, l'arresto di Gertrude Michael, l'omicidio di Jennings Lang da parte del produttore Walter Wanger per gelosia verso la moglie Joan Bennett, l'ostracismo bigotto contro Ingrid Bergman per la sua relazione extramatrimoniale con Roberto Rossellini.

#### Confidenziale
Nascita e diffusione del settimanale Confidential, dedicato agli scandali, trattati senza veli.

#### Sangue e sapone
Le vicende dell'omicidio del gangster Johnny Stompanato, davanti all'amante Lana Turner, da parte della figlioletta quindicenne dell'attrice, che voleva difendere la madre. Uno scandalo da cui tuttavia la carriera dell'attrice uscì indenne.

#### Hollywooddämmerung
Episodi di cronaca nera tra gli anni cinquanta e sessanta, nel crepuscolo (Dämmerung) della vecchia Hollywood: il suicidio di Marilyn Monroe (1962), le follie di Corinne Griffith durante il processo di divorzio (1966), le morti di Lewis Stone e di Jayne Mansfield (con foto, 1967), la fine misera di Bobby Driscoll, di Carl Switzer, i suicidi di Montgomery Clift e Robert Walker, la singolare morte di Ramón Novarro, l'imbarazzante suicidio di Albert Dekker, quello sconsolato e "per noia" di George Sanders, fino al massacro di Sharon Tate e la fine di Judy Garland.

## Critiche
Il libro ha suscitato notevoli critiche. Ad esempio lo storico cinematografico Kevin Brownlow ha definito più volte come il metodo di ricerca di Anger fosse per lo più "telepatico". Il libro è infatti all'origine di numerose leggende metropolitane, che non hanno trovato riscontro. Ad esempio vi si scrive come Clara Bow avesse diviso il letto con l'intera squadra dei football degli USC Trojans, notizia dimostrata fasulla più volte (il figlio della Bow considerò di citare Anger in giudizio in occasione della seconda pubblicazione), oppure si allude a una presunta relazione amorosa tra Rodolfo Valentino e Ramón Novarro, con la morte di quest'ultimo legata a una violenza subita con un "dildo" metallico regalato da "Rudy" quarant'anni prima: notizia non confermata dal rapporto ufficiale della polizia, che non parla del ritrovamento di tale oggetto sulla scena del crimine.

## Hollywood Babilonia II
Il secondo libro della serie (1984), dello stesso formato, ha in copertina una foto di Liz Taylor in evidente sovrappeso. Ha una struttura più variabile, con capitoli di testo più lunghi, alternati ad alcuni di sole foto.

### Il viale del trapasso
Introduzione autobiografica che ricorda come l'autore fosse già stato comparsa-bambino nel Sogno di una notte di mezza estate del 1935 e della sua prematura passione per i divi del muto, trasmessa dalla nonna che era solita accompagnarlo all'Hollywood Forever Cemetery.

### In memoria di una vecchia Gloria
Capitolo fotografico dedicato all'età avanzata di Gloria Swanson.

### Kelly il Killer
Le vicende del triangolo amoroso tra Dorothy Mackaye, Paul Kelly e Ray Raymond, con l'omicidio di quest'ultimo per una scazzottata, dettata da ragioni di gelosia, da parte di Raymond. Si descrivono inoltre gli strascichi giudiziari, la carcerazione e la rinascita artistica dei divi coinvolti.

### Pan per focaccia
Il trabocchetto teso al produttore Alexander Pantages, ingiustamente accusato di violenza carnale.

### Orizzonti di Gloria
Le vicende di Joseph P. Kennedy, capostipite della dinastia Kennedy, che fece fortuna a Hollywood.

### La legione bianca e il barboncino lillà
William Haines, attore omosessuale che si ricicla arredatore di successo dopo una serie di scandali. Il capitolo svela inoltre perché in Via col vento Clark Gable riuscì ad esigere il cambiamento del regista, da George Cukor a Victor Fleming: Cukor, omosessuale noto, conosceva particolari della vita sessuale del giovane Gable, alle prime armi a Hollywood, raccontategli proprio da Haines.

### Associazioni a delinquere
I ricatti della mafia ai produttori di Hollywood.

### Curve pericolose
La vita di Busby Berkeley, genio del musical, e le sue difficoltà con l'alcolismo.

### La maschera e il volto
Carriera e vita privata di Lionel Atwill, al centro di uno scandalo fatto di orge e filmini pornografici.

### Manomozza
William Tatem Tilden, celebre giocatore di tennis e maestro delle star di Hollywood, e la sua passione per i ragazzini.

### Joan la strega
Capitolo fotografico su Joan Crawford.

### Nero al nero

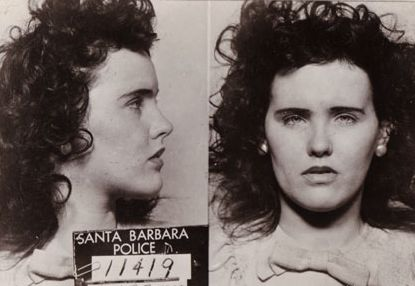
Foto segnaletica di Elizabeth Short del 1943

L'omicidio irrisolto della "Dalia nera" (Elizabeth Short).

### Gioventù sbandata
Apogeo, vita privata e morte di James Dean.

### Le strane coppie
Alcune delle più bizzarre coppie di Hollywood, vere o chiacchierate, omo o eterosessuali.

### Il fissatore fissato
Le manie voyeuristiche di Alfred Hitchcock e le sue pressanti ossessioni verso le sue attrici come Grace Kelly e Tippi Hedren.

### Babilonia in bottiglia
Capitolo fotografico dedicato ai divi amanti dell'alcol.

### Il ragazzo perduto
Bobby Driscoll, da bambino protagonista multimilionario di film di grande successo della Disney ad adolescente tossicodipendente, fino alla misera morte a New York, scambiato per un barbone e riconosciuto solo anni dopo.

### Suor Attila
La castità (vera o presunta?) di Loretta Young.

### Il fascino del suicidio
Un lungo capitolo dedicato ai suicidi hollywoodiani, divisi per medium, spesso accompagnati da una breve biografia dei protagonisti:
Suicidio per avvelenamento da monossido di carbonio
- Tyler Booke
- Spencer Charters
- Jack Dougherty

"Autocidio"
- Charles Butterworth

Morte per annegamento
- John Bowers
- James Murray
- James Whale

Le gasate
- Barbara Bates
- Bella Darvi
- Claire Maynard

Una salve di 26 fucilate per i suicidi di Hollywood
- Ross Alexander
- Pedro Armendáriz
- Donald Barry
- Paul Bern
- Herman Bing
- Clyde Bruckman
- Wilfred Buckland
- James Cardwell
- Arthur Edmund Carew
- Lester Cuneo
- Karl Dane
- Bob Duncan
- Tom Forman
- Claude Gillingwater
- Jonathan Hale
- Bobby Harron
- Jose Alexander Havier
- George W. Hill
- Wallace McCutcheon
- Nelson McDowell
- John Mitchell
- Bert Moorhouse
- George Reeves
- Walter Slezak
- Mary Wiggins
- Gig Young

Morti impiccati
- Albert Dekker
- Jenny Dolly delle Dolly Sisters
- Frank Gaby
- John Indrisano
- Trent Lehman
- Ben Pollack

Salti mortali
- Lois Bernard
- Peg Entwistle
- Gladys Franzin
- Russell Gleason
- Irene
- Mousie, il cane di Linda Christian

Pillole e veleni
- Art Acord
- Abigail Adams
- Nick Adams
- Anna Maria Pierangeli
- Scotty Beckett
- Clara Blandick
- Charles Boyer
- Dorothy Dandridge
- Alan Ladd
- Carole Landis
- Marie McDonald
- Maggie McNamara
- Marilyn Monroe
- Chester Morris
- Ona Munson
- Gail Russell
- George Sanders
- Gia Scala
- Jean Seberg
- Everett Sloane
- Inger Stevens
- Margaret Sullavan
- Lupe Vélez
- George Westmore
- Grant Withers

Il filo del rasooio
- Paul McCullogh

### Indiscreto
Foto di divi in pose imbarazzanti

### Ciak si delira e La diva di cellulite
Problemi di salute mentale di alcuni divi, da Marilyn Monroe (depressione) a Rita Hayworth (Alzheimer), da Beatrice Lillie (demenza senile) a Gene Tierney (una figlia ritardata), fino a George Zucco (allucinazioni maniacali). Seguono foto di divi con vari problemi di salute, dal sovrappeso di Liz Taylor alla gamba fratturata di Marlene Dietrich.

### La drogheria di Hollywood
La società di Hollywood e la dipendenza da droghe.

### Il cowboy dell'Apocalisse
Ronald e Nancy Reagan, dai set di Hollywood alla Casa Bianca.